# TXO戰隊
TXO（英文全名：TONGXIN，命名取自中文「同心」之漢語拼音"TONGXIN" 縮寫。），臺灣電子競技職業隊伍。由前SMG戰隊-AIC冠軍隊員Hanzo、Liang、Chichi、Genji、Sirenia，於2019年1月21日共同創辦、出資成立戰隊。同時請來五月天怪獸為精神領袖。

## 歷史沿革
2019年
- 1月11日：TXO戰隊成立記者會，成員為原SMG戰隊成員（為AIC 2017冠軍）班底：中路Hanzo、邊線Liang、打野Chichi、邊線Sirenia、輔助Genji、教練CK、精神領袖五月天Monster（怪獸）[3]。
- 2019年GCS春季賽，例行賽拿下10勝2敗（第一名），得以直接晉級總決賽，但在總決賽遭到挑戰者MAD 4:0剃光頭，僅獲得亞軍，需要進行選拔賽以獲得世界賽資格。
- 2019AWC世界盃選拔賽，TXO在決賽2:4不敵ONE，無緣參與世界賽。
- 7月31日：新光證券xTXO結盟記者會[4]。
- 2019年GCS夏季賽，例行賽拿下TXO以8勝4敗（第三名），晉級季後賽，第一輪2:3不敵MAD，無緣晉級下一輪，以第四名作收。
- 12月27日，TXO宣布退出GCS職業聯賽[5]。

2020年
- 7月11日：獲得2020年《Facebook Gaming》傳說對決 Creator Games：Battle of Heroes（地區賽）冠軍[6]。
- 12月6日：VAR BOX x TXO結盟記者會[7]。

2021年
- 1月21日：「BOX & TXO 合作旗艦店」正式揭幕[8]。
- 7月1日，邊線Sirenia（海牛）離隊[9]。

2022年
- 2022年杭州亞運選拔賽，TXO以業餘戰隊的身分參賽。第一階段公開賽中，第一天2:1擊敗NBYP成功留在勝部，第二天2:1擊敗CSDGQ，晉級第一階段決賽，決賽雖然2:3不敵NAL，但依然取得選拔賽資格。選拔賽中，TXO被分到C組，第一輪1:3負於HKA，隊伍進到敗部，敗部中3:1擊敗莊敬猛虎校隊，但之後又以1:3輸給BRO，止步於小組賽。
- 8月12日，中路Hanzo轉戰MOP。

2023年
- 5月2日，教練CK轉戰執教HKA。
- 7月26日，由於MOP宣布解散，中路Hanzo回歸TXO。
- 9月14日，教練CK回歸TXO。

2024年
- 3月19日，教練CK因新戰隊RTS（攻頂電競），所以正式離隊。
- 5月18日，中路Hanzo轉戰ANK，並擔任教練。

## 成員名單

### 現役成員
| 比賽帳號   | 姓名   | 暱稱 | 遊戲位置 | 國籍     | 備註                                                                      | 個人專頁                                                               |
| ---------- | ------ | ---- | -------- | -------- | ------------------------------------------------------------------------- | ---------------------------------------------------------------------- |
| TXO Chichi | 李浚祺 | 祺祺 | 打野     | 中華民國 | 前SMG打野，2017年GCS夏季賽冠軍打野，2017年AIC亞洲冠軍打野                 | Instagram YouTube（页面存档备份，存于）                                |
| TXO Liang  | 陳亮誌 | 阿亮 | 邊線     | 中華民國 | 前SMG邊線，現以開實況為主，2017年GCS夏季賽冠軍邊線，2017年AIC亞洲冠軍邊線 | Facebook Instagram（页面存档备份，存于） YouTube（页面存档备份，存于） |
| TXO Genji  | 鄭至隆 | 至隆 | 輔助     | 中華民國 | 前SMG輔助，2017年GCS夏季賽冠軍輔助，2017年AIC亞洲冠軍輔助                 | Instagram YouTube（页面存档备份，存于）                                |

### 過往成員
| 比賽帳號    | 暱稱     | 遊戲位置 | 國籍     | 備註 |
| ----------- | -------- | -------- | -------- | --- |
| TXO Sirenia | 海牛     | 邊線     | 中華民國 | 前SMG邊線，2017年GCS夏季賽冠軍邊線，2017年AIC亞洲冠軍邊線，2018年夏季賽最佳魔龍輸出，2019年春季賽最佳魔龍輸出，已離隊，現為遊戲實況主 |
| TXO Fongliu | 風流     | 凱撒路   | 中華民國 | 前JJVS莊敬猛虎校隊凱撒路，前DCG凱撒路，2021年ACS冬季校園聯賽總冠軍。                                                                  |
| TXO Xiao    | 金門陽明 | 魔龍輸出 | 中華民國 | 現BMG魔龍輸出。前SMG打野，2023年夏季賽比賽帳號改為Kinmen。                                                                            |
| TXO Hanzo   | 土地公   | 中路     | 中華民國 | 現為ANK教練。前SMG、MOP中路，2017年GCS夏季賽冠軍中路，2017年AIC亞洲冠軍中路。                                                         |
| TXO CK      | 希克     | 教練     | 中華民國 | 前RTS、SMG、HKA教練。 |

## 賽事成績
- 2019年
  - 2019年春季-亞軍
  - 2019年夏季-第四名

## 活動
- 【電台節目】（2019-02-25）《POP Radio撞新聞》 傳說對決 TXO戰隊
- 【現場活動】（2019-04-26、04-27）《2019 GCS 春季例行賽》 高雄TESL電競館歡樂 表演賽
- 【現場活動】（2019-05-05）傳說對決五五好團節 All-Star 全明星賽
- 【電視節目】（2019-06-30、07-07）《電競讚起來》被電競耽誤的綜藝咖：超人氣戰隊TXO來啦[10]
- 【電視節目】（2019-07-01）《綜藝大熱門》 TXO傳說對決～最帥男團、最強電競戰隊來了
- 【現場活動】（2019-07-14）721傳說趴 台北場
- 【線上直播】（2019-07-31）TXO 新光證券結盟記者會
- 【現場活動】（2019-08-15）STAYREAL x 傳說對決 潮牌站台[11]
- 【現場活動】（2019-10-26）傳說對決 x NYX 聯名彩妝 一日店長
- 【現場活動】（2019-12-08）《亞洲電競大賞》
- 【現場活動】（2020-01-14）GU x 傳說對決聯名系列 GU ATT 4 FUN 店
- 【線上直播】（2020-02-07）Logitech G線上電玩展
- 【主辦賽事】（2020-04-30）《無限之戰》（2020年至2022年）[12]
- 【現場活動】（2020-08-02）台北國際動漫展灌籃高手 SLAM DUNK 魔王駐點
- 【現場活動】（2020-08-30）六都電競爭霸戰表演賽嘉賓
- 【現場活動】（2020-12-06）VAR BOX x TXO結盟記者會

## 外部連結
- TXO Facebook （页面存档备份，存于）
- TXO Instagram
- TXO Youtube （页面存档备份，存于）
- 無限之戰 Facebook
- 無限之戰 Instagram